# Chali Van Den Wouwer
Chali Jozef Van Den Wouwer (Teignmouth (Engeland), 7 september 1916 - Antwerpen, 1 juni 1989) was een Belgisch voetballer die speelde als aanvaller. Hij voetbalde in Eerste klasse bij Beerschot VAC en speelde 8 interlandwedstrijden met het Belgisch voetbalelftal.

## Loopbaan
Van Den Wouwer debuteerde in 1933 als rechtsbuiten in het eerste elftal van eersteklasser Beerschot VAC en verwierf er al snel een basisplaats. Net voor de Tweede Wereldoorlog was de ploeg in haar topperiode; ze behaalde tweemaal de landstitel (1938 en 1939) en werd tweede in 1937.
Vanaf 1938 tot aan het uitbreken van de oorlog speelde Van Den Wouwer 8 wedstrijden met het Belgisch voetbalelftal. Hij wist hierbij tweemaal te scoren, in 1938 in de thuiswedstrijd tegen Joegoslavië en in 1940 in de thuiswedstrijd tegen Nederland. Tijdens het Wereldkampioenschap voetbal 1938 in Frankrijk speelde hij mee in één wedstrijd. Na de oorlog werd hij niet meer opgeroepen voor de nationale voetbalploeg.
Van Den Wouwer bleef bij Beerschot voetballen tot in 1950 en zette toen een punt achter zijn spelersloopbaan op het hoogste niveau. Hij speelde in totaal 263 wedstrijden voor de ploeg en scoorde hierbij 57 doelpunten.